# Futuro proximo
Futuro proximo è un album in studio del cantautore italiano Umberto Maria Giardini, pubblicato il 3 febbraio 2017 da La Tempesta.
Il titolo dell'album è stato preso da una scritta su un muro.

## Tracce
1. Avanguardia – 5:32
2. Alba boreale – 4:13
3. A volte le cose vanno in una direzione opposta a quella che pensavi – 3:50
4. Il vento e il cigno – 4:51
5. Ieri nel futuro proximo – 4:54
6. Dimenticare il tempo – 3:23
7. Caro Dio – 2:39
8. Graziaplena – 3:01
9. Onda – 3:00
10. Mea culpa – 4:51